# Teixeira de Manaus
Rudeimar Soares Teixeira (Manaus, 8 de dezembro de 1944 – Manaus, 18 de janeiro de 2024), mais conhecido pelo seu nome artístico Teixeira de Manaus, foi um saxofonista brasileiro, que se destacou por sua linguagem autêntica no sax alto e foi o precursor de um movimento musical batizado com o nome "beiradão" (mistura de diversos ritmos, entre eles o carimbó, merengue, lambada, cumbia, forró, salsa, xote e música latina).
Teixeira de Manaus foi um dos maiores vendedores de LPs no Brasil durante a década de 1980. Sua fama lhe rendeu apresentações e shows em todo o país, tendo seus discos produzidos por gravadoras do Rio de Janeiro e São Paulo. Sua fama veio, basicamente, das “festas de beiradão”, sendo idolatrado pelos ribeirinhos e admirado pela mídia de então.

## Biografia
Teixeira de Manaus nasceu em 8 de dezembro de 1944, em uma comunidade ribeirinha chamada Costa Catalão, pertencente ao município de Manaus na época, atual município de Iranduba, situado na Região Metropolitana de Manaus. Filho de Raimundo Azevedo Teixeira e Theodózia Soares Teixeira, ambos agricultores e pais de mais 12 filhos que também viviam da agricultura. Por ser o filho caçula, em 1953 foi enviado a Manaus para estudar.
Tornou-se músico aos dezoito anos, já tocando em boates de beira de estrada e nos beiradões. Em entrevista dada ao jornal A Crítica, em 1993, atribuiu o desejo pela música porque
seu pai tocava pistom da banda do colégio. Atualmente é referência para a música instrumental amazonense, são dele sucessos como Deixa Meu Sax Entrar, Lambada pra Dançar, Vamos Cumbiar e Balançando o Sax, entre outros.
Pinduca, conhecido como Rei do Carimbó, sempre vinha a Manaus e procurava estar nos locais onde o Maestro Teixeira estivesse tocando com o Conjunto RT4. Em uma dessa viagens, Pinduca solicitou que preparasse uma fita cassete com 12 músicas de autoria própria a fim de gravar um LP pela mesma gravadora do artista, a Copacabana. A músicas foram preparadas e, em junho de 1980, já viajava para gravação do seu primeiro trabalho. Apesar de o disco ter sido gravado no ano de 1980 e entregue no mesmo ano para divulgação em novembro, o rótulo da gravadora, no Long Play, registra o ano de 1981.
Seu auge como saxofonista ocorreu nas décadas de 1980 e 1990, época em que gravou diversos discos instrumentais como solista e realizou vários shows pelo Brasil. Teixeira de Manaus vendeu no estado do Amazonas mais discos que o cantor Roberto Carlos. Ganhou o "Disco de Ouro", em 1983, por ter vendido mais de 100 mil cópias de um dos seus Lps, pela Copacabana Disco.
Em 2012, Teixeira de Manaus anunciou que faria seu último show em 40 anos de carreira. No concurso online em 2019, promovido pela Rede Amazônica (Manaus 350), alusivo aos 350 anos da cidade de Manaus, que buscava identificar os símbolos e ícones da cultura local, a música “Deixa o Meu Sax Entrar”, de autoria do artista amazonense Teixeira de Manaus, foi escolhida como a música que é “a cara de Manaus”.
Em 2023, foi diagnosticado com um tumor na hipófise e iniciou um tratamento intensivo, contando com a ajuda de amigos e familiares no custeio. Na madrugada de 18 de janeiro de 2024, a família anunciou pelas redes sociais a morte do saxofonista.

## Discografia
- Solista de Sax (1981)
- Solista de Sax Vol.2 (1982)
- Solista de Sax Vol.3 (1983)
- Solista de Sax Vol.4 (1984)
- Solista de Sax Vol.5 (1985)
- Solista de Sax Vol.6 (1987)
- Sax, Balanço e Lambada (1989)
- Teixeira de Manaus (1998)
- Raízes Nordestinas (1999)[8]